# Jean-Marc Pilorget
Jean-Marc Pilorget (Parigi, 13 aprile 1958) è un allenatore di calcio ed ex calciatore francese, di ruolo difensore.

## Statistiche

### Presenze e reti nei club
| Stagione                   | Squadra                    | Campionato                 | Campionato | Campionato | Coppe nazionali | Coppe nazionali | Coppe nazionali | Coppe continentali | Coppe continentali | Coppe continentali | Altre coppe | Altre coppe | Altre coppe | Totale | Totale |
| Stagione                   | Squadra                    | Comp                       | Pres       | Reti       | Comp            | Pres            | Reti            | Comp               | Pres               | Reti               | Comp        | Pres        | Reti        | Pres   | Reti   |
| -------------------------- | -------------------------- | -------------------------- | ---------- | ---------- | --------------- | --------------- | --------------- | ------------------ | ------------------ | ------------------ | ----------- | ----------- | ----------- | ------ | ------ |
| 1975-1976                  | Paris Saint-Germain        | D1                         | ?          | ?          | CF              | ?               | ?               | -                  | -                  | -                  | -           | -           | -           | ?      | ?      |
| 1976-1977                  | Paris Saint-Germain        | D1                         | ?          | ?          | CF              | ?               | ?               | -                  | -                  | -                  | -           | -           | -           | ?      | ?      |
| 1977-1978                  | Paris Saint-Germain        | D1                         | ?          | ?          | CF              | ?               | ?               | -                  | -                  | -                  | -           | -           | -           | ?      | ?      |
| 1978-1979                  | Paris Saint-Germain        | D1                         | ?          | ?          | CF              | ?               | ?               | -                  | -                  | -                  | -           | -           | -           | ?      | ?      |
| 1979-1980                  | Paris Saint-Germain        | D1                         | ?          | ?          | CF              | ?               | ?               | -                  | -                  | -                  | -           | -           | -           | ?      | ?      |
| 1980-1981                  | Paris Saint-Germain        | D1                         | 23         | 2          | CF              | ?               | ?               | -                  | -                  | -                  | -           | -           | -           | 23+    | 2+     |
| 1981-1982                  | Paris Saint-Germain        | D1                         | 30         | 0          | CF              | 1               | 0               | -                  | -                  | -                  | -           | -           | -           | 31     | 0      |
| 1982-1983                  | Paris Saint-Germain        | D1                         | 33         | 0          | CF              | 1               | 0               | CdC                | 6                  | 1                  | -           | -           | -           | 40     | 1      |
| 1983-1984                  | Paris Saint-Germain        | D1                         | 21         | 3          | CF              | ?               | ?               | CdC                | 4                  | 0                  | -           | -           | -           | 25+    | 3+     |
| 1984-1985                  | Paris Saint-Germain        | D1                         | 1          | 0          | CF              | -               | -               | -                  | -                  | -                  | -           | -           | -           | 1      | 0      |
| 1985-1986                  | Paris Saint-Germain        | D1                         | 38         | 1          | CF              | 4               | 0               | -                  | -                  | -                  | -           | -           | -           | 42     | 1      |
| 1986-1987                  | Paris Saint-Germain        | D1                         | 27         | 0          | CF              | ?               | ?               | CC                 | 2                  | 1                  | SF          | 1           | 0           | 30     | 1      |
| 1987-1988                  | Cannes                     | D1                         | 29         | 1          | CF              | ?               | ?               | -                  | -                  | -                  | -           | -           | -           | 29+    | 1+     |
| 1988-1989                  | Paris Saint-Germain        | D1                         | 35         | 2          | CF              | -               | -               | -                  | -                  | -                  | -           | -           | -           | 35     | 2      |
| Totale Paris Saint-Germain | Totale Paris Saint-Germain | Totale Paris Saint-Germain | 208+       | 8+         |                 | 6+              | 0+              |                    | 12                 | 2                  |             | 1           | 0           | 227+   | 10+    |
| 1989-1990                  | Guingamp                   | D2                         | 25         | 0          | CF              | ?               | ?               | -                  | -                  | -                  | -           | -           | -           | 25+    | 0+     |
| Totale carriera            | Totale carriera            | Totale carriera            | 262+       | 9+         |                 | 6+              | 0+              |                    | 12                 | 2                  |             | 1           | 0           | 281+   | 11+    |

### Record
- Calciatore con il maggior numero di presenze in campionato (371) con il Paris Saint-Germain.

## Palmarès

### Giocatore
- Campionato francese: 1

Paris Saint-Germain: 1985-1986
- Coppa di Francia: 2

Paris Saint-Germain: 1981-1982, 1982-1983

### Allenatore
- Championnat de France Amateurs: 1

Paris FC: 2005-2006 (girone D)